# Pakistan na Mistrzostwach Świata w Lekkoatletyce 2009
Pakistan na Mistrzostwach Świata w Lekkoatletyce 2009 reprezentowane były przez 2 zawodników – 1 kobietę i 1 mężczyznę. Żaden z tych sportowców nie zdobył medalu na tych mistrzostwach.

## Lekkoatleci

### Bieg na 400 m kobiet
- Rozina Shafqat - 37. pozycja w eliminacjach - 1:00.72 min.

### Bieg na 100 m mężczyzn
- Liqat Ali - 6. miejsce w swym biegu eliminacyjnym - 10,64 sek. (nie awansował dalej).